# لاي لوك يين
لاي لوك يين (بالصينية: 黎洛賢) هو لاعب كرة قدم ومدرب كرة قدم صيني في مركز نصف الجناح، ولد في 20 يوليو 1995 في هونغ كونغ في الصين. لعب مع هونغ كونغ رينجرز.

## وصلات خارجية
- لاي لوك يين على موقع قاعدة بيانات كرة القدم.إي يو (الإنجليزية)
- لاي لوك يين على موقع Soccerway.com (الإنجليزية)